# Sävja
Sävja est une localité de Suède dans la banlieue d'Uppsala. C'est la deuxième plus importante localité de la commune d'Uppsala par la population avec 9 414 habitants.